# Kommunalwahlen in Schleswig-Holstein 2013
Die Kommunalwahlen in Schleswig-Holstein 2013 fanden am 26. Mai 2013 statt. Gewählt wurde von 8 Uhr bis 18 Uhr in rund 2.600 Wahlbezirken.

## Gemeindewahlen, Kreiswahlen, Direktwahlen
In den Gemeindewahlen stimmten die Wähler über die Gemeindevertretungen in 1.079 (von insgesamt 1.106) kreisangehörigen Gemeinden und in vier kreisfreien Städten ab. Außerdem wurden in der Kreiswahl die Kreistage in den elf Kreisen des Landes neu gewählt.
In zwei Städten (Meldorf und Barmstedt) fanden die Direktwahlen des hauptamtlichen Bürgermeisters ebenfalls am Termin der Kommunalwahlen statt.

## Wahlberechtigte
Wahlberechtigt waren alle Bürger von EU-Staaten, die am Wahltag das 16. Lebensjahr vollendet hatten und seit mindestens drei Monaten in Schleswig-Holstein wohnten. Die Zahl der Wahlberechtigten war mit 2,35 Millionen um ca. 1,5 % größer als 2008. Rund 50.000 Wahlberechtigte waren Bürger eines ausländischen EU-Staates, rund 150.000 Wahlberechtigte durften zum ersten Mal wählen.

## Änderungen gegenüber den Kommunalwahlen 2008
Gegenüber den Kommunalwahlen 2008 kam es zu folgenden wesentlichen Änderungen:
- Die Einwohnergrenze, bis zu der Gemeinden keine Gemeindevertretung wählen, sondern in einer Gemeindeversammlung zusammentreten, wurde im März 2012 von 70 auf 100 Einwohner angehoben,[2] im Dezember 2012 aber wieder auf den ursprünglichen Wert von 70 zurückgesetzt.[3] Daher hat die 70-Einwohner-Grenze bei den Kommunalwahlen 2013 Bestand.[1]
- Die Direktwahl der Landräte, die 1998 eingeführt und bei der Wahl 2008 in einigen Kreisen noch parallel zu den Gemeinde- und Kreiswahlen durchgeführt wurde, wurde mit Gesetz vom 16. September 2009 in Schleswig-Holstein abgeschafft. Daher fand 2013 keine Direktwahl von Landräten mehr statt.[4]
- Da es bei der Kommunalwahl 2008 zu teilweise großen Gemeindevertretungen mit zahlreichen Überhangmandaten gekommen war, deren Berechnung zudem nicht eindeutig geregelt war, wurde die Zahl der unmittelbaren Vertreter in Gemeinden ab 15.000 Einwohner um einen, ab 150.000 Einwohner um zwei und in den Kreisen um vier Wahlkreise reduziert, so dass bei gleichbleibender Gesamtzahl der Sitze die Zahl der Listenvertreter entsprechend größer wurde.[5] Zudem wurde das Sitzzuteilungsverfahren geändert: Während in den Kommunalwahlen 2008 die Sitzverteilung noch nach dem D’Hondt-Verfahren erfolgte, wurde nun das Sainte-Laguë/Schepers-Verfahren angewendet.

## Wahlbeteiligung

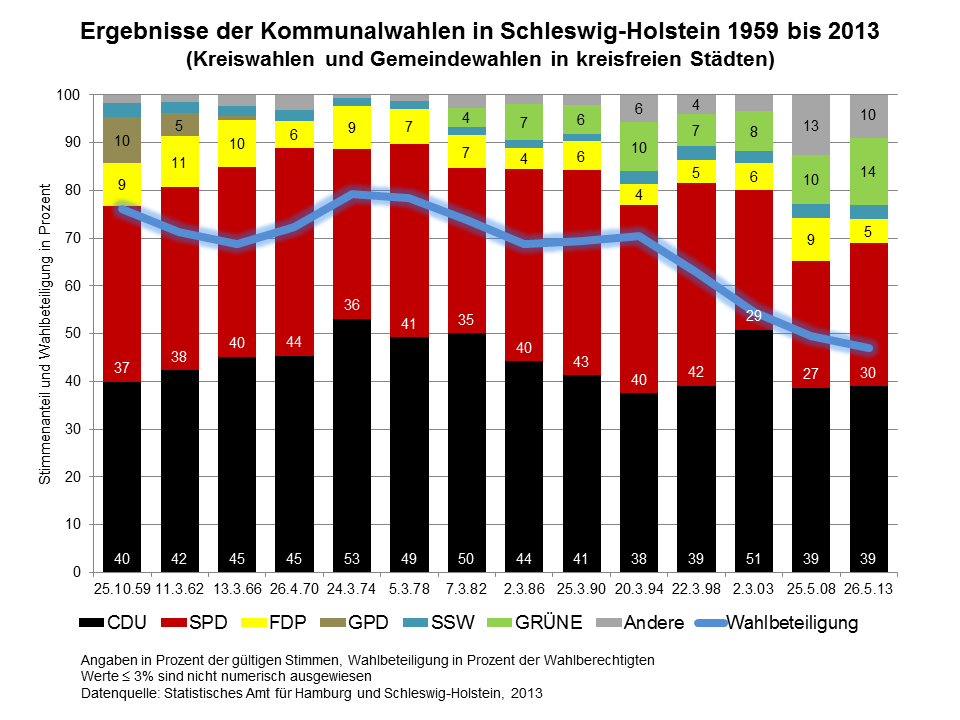
Wahlbeteiligung und Ergebnisse

Die Wahlbeteiligung der Kreiswahl erreichte den historischen Tiefststand von 46,7 % (2008: 49,7 %). Besonders niedrig war sie in allen vier kreisfreien Städten des Landes (Flensburg: 35,9 %, Lübeck: 37,1 %, Kiel: 37,2 % und Neumünster: 39,8 %). Die höchste Wahlbeteiligung gab es auf der Hallig Gröde; dort lag sie bei 88,9 % (acht von neun Wahlberechtigten).

## Ergebnisse
Das endgültige amtliche Landesendergebnis der Kreiswahl (also für die kreisfreien Städte und Kreise) lautet:
| Partei                                            | Prozent | Veränderung zu 2008 in Prozentpunkten |
| ------------------------------------------------- | ------- | ------------------------------------- |
| Christlich Demokratische Union Deutschlands (CDU) | 38,9    | +0,3                                  |
| Sozialdemokratische Partei Deutschlands (SPD)     | 29,8    | +3,2                                  |
| Bündnis 90/Die Grünen (GRÜNE)                     | 13,7    | +3,4                                  |
| Freie Demokratische Partei (FDP)                  | 5,0     | −4,0                                  |
| Wählergruppen (WG)                                | 4,8     | −0,3                                  |
| Südschleswigscher Wählerverband (SSW)             | 2,9     | −0,1                                  |
| Die Linke (LINKE)                                 | 2,5     | −4,4                                  |
| Piratenpartei Deutschland (Piraten)               | 1,6     | +1,6                                  |
| Sonstige                                          | 0,8     | +0,3                                  |